# Kiss of Life
Kiss of Life (hangul: 키스 오브 라이프, zapis stylizowany: KISS OF LIFE), znane także jako KIOF – południowokoreański girlsband utworzony przez S2 Entertainment, składający się z czterech członkiń: Julie, Natty, Belle i Haneul. Grupa zadebiutowała 5 lipca 2023 roku minialbumem Kiss of Life.

## Nazwa
Nazwa grupy oznacza ich ambicję „tchnięcia nowego życia w przemysł muzyczny swoją muzyką i urokiem”.

## Historia

### Przed debiutem
Belle jest znana jako córka koreańskiego piosenkarza Shim Shina. Pracowała w SM Entertainment jako tekściarka. Natty brała udział w południowokoreańskich survivalowych reality show Mnet, Sixteen i Idol School, które miały wyłonić członkinie, odpowiednio, Twice i Fromis 9. W obu programach dotarła do finałowego odcinka, ale ostatecznie nie została wybrana do ostatecznego składu grup. 7 maja 2020 roku zadebiutowała jako solistka wydając single album Nineteen. Julie była stażystką w The Black Label.
12 lipca 2022 roku Natty podpisała umowę na wyłączność z S2 Entertainment. 27 grudnia 2022 ogłoszono, że S2 Entertainment przygotowuje się do utworzenia nowego girlsbandu w 2023 roku. W lutym 2023 roku odkryto, że agencja złożyła wniosek o zarejestrowanie znaku towarowego "KISS OF LIFE" oraz założyła konta na mediach społecznościowych o tej samej nazwie dla grupy.

### 2023: Debiut zKiss of LifeiBorn to Be XX

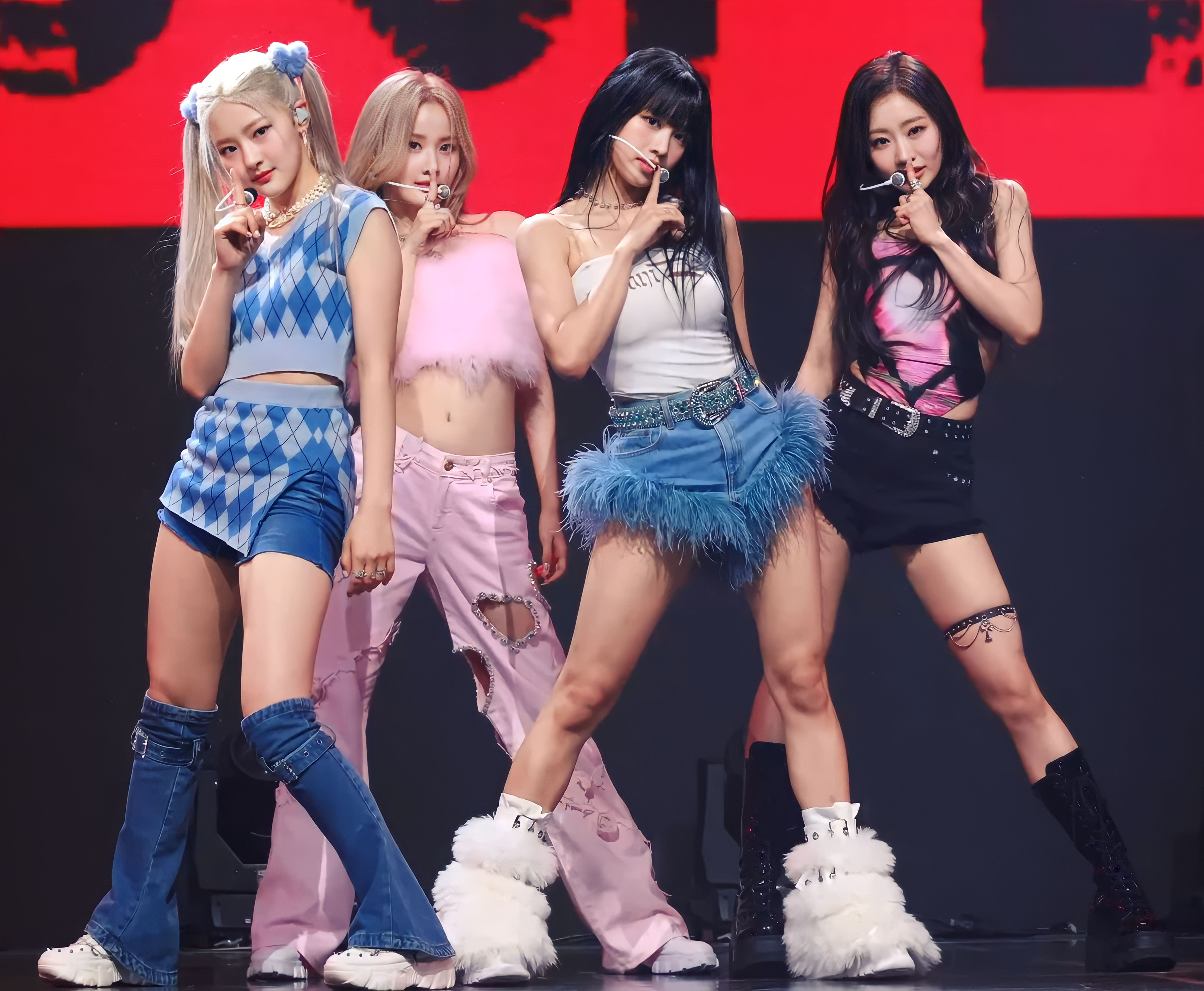
Kiss of Life w lipcu 2023

12 maja 2023 roku S2 Entertainment opublikowało pierwszy zwiastun grupy na profilach w mediach społecznościowych. W zwiastunie ujawniono, że grupa zadebiutuje w lipcu tego samego roku. Od 15 do 18 maja członkinie zostały ujawnione kolejno, Natty, Belle, Julie i Haneul.
12 czerwca pojawił się zwiastun, który ujawnił, że grupa zadebiutuje 5 lipca swoim pierwszym minialbumem Kiss of Life. Solowe przedpremierowe teledyski członkiń zostały wydane od 18 do 21 czerwca w następującej kolejności: "Sugarcoat" Natty, "Countdown" Belle, "Kitty Cat" Julie i "Play Love Games" Haneul. 27 czerwca ukazał się teledysk do „Bye My Neverland”. 5 lipca grupa zadebiutowała wydaniem minialbumu Kiss of Life, wraz z głównym singlem „Shhh”.
8 listopada grupa wydała swój drugi minialbum Born to be XX, wraz z głównymi singlami „Bad News” i „Nobody Knows”.

### Od 2024:Midas TouchiSticky
3 kwietnia 2024 roku grupa wydała swój pierwszy single album Midas Touch, wraz z głównym singlem o tym samym tytule.
1 lipca, czasu koreańskiego, grupa wydała swój drugi single album Sticky, wraz z głównym singlem o tym samym tytule.

## Członkinie
| Pseudonim   | Pseudonim | Prawdziwe imię                               | Data urodzenia | Kraj pochodzenia                     | Pozycje                 |
| Latynizacja | Hangul    | Prawdziwe imię                               | Data urodzenia | Kraj pochodzenia                     | Pozycje                 |
| ----------- | --------- | -------------------------------------------- | -------------- | ------------------------------------ | ----------------------- |
| Julie       | 줄리      | Julie Han (kor. 한줄리)                      | 29 marca 2000  | Stany Zjednoczone                    | liderka, główna raperka |
| Natty       | 나띠      | Ahnatchaya Suputhipong (taj. อาณัชญา สุพุทธิพงศ์) | 30 maja 2002   | Tajlandia                            | tancerka                |
| Belle       | 벨        | Shim Hyewon (kor. 심혜원) Annabelle Shim     | 20 marca 2004  | Korea Południowa · Stany Zjednoczone | wokalistka              |
| Haneul      | 하늘      | Won Haneul (kor. 원하늘)                     | 25 maja 2005   | Korea Południowa                     | maknae, wokalistka      |

## Dyskografia

### Minialbumy
| Rok  | Tytuł | Najwyższe pozycje | Sprzedaż       |
| Rok  | Tytuł | KOR               | Sprzedaż       |
| ---- | --- | ----------------- | -------------- |
| 2023 | Kiss of Life - Wydany: 5 lipca 2023 - Wytwórnia: S2 Entertainment - Formaty: CD, digital download, streaming      | 9                 | - KOR: 25 665+ |
| 2023 | Born to be XX - Wydany: 8 listopada 2023 - Wytwórnia: S2 Entertainment - Formaty: CD, digital download, streaming | 12                | - KOR: 50 375+ |

### Single albumy
| Rok  | Tytuł | Najwyższe pozycje | Sprzedaż       |
| Rok  | Tytuł | KOR               | Sprzedaż       |
| ---- | --- | ----------------- | -------------- |
| 2024 | Midas Touch - Wydany: 3 kwietnia 2024 - Wytwórnia: S2 Entertainment - Formaty: CD, digital download, streaming | 8                 | - KOR: 81 008+ |
| 2024 | Sticky - Wydany: 1 lipca 2024 - Wytwórnia: S2 Entertainment - Formaty: CD, digital download, streaming         |                   |                |

### Single
| Rok  | Tytuł          | Najwyższe pozycje | Najwyższe pozycje | Najwyższe pozycje | Najwyższe pozycje | Najwyższe pozycje | Album         |
| Rok  | Tytuł          | KOR               | JPN Heat.         | NZ Hot            | SGP               | WW                | Album         |
| ---- | -------------- | ----------------- | ----------------- | ----------------- | ----------------- | ----------------- | ------------- |
| 2023 | „Shhh” (쉿)    | 173               | –                 | –                 | –                 | –                 | Kiss of Life  |
| 2023 | „Bad News”     | 101               | –                 | –                 | –                 | –                 | Born to be XX |
| 2023 | „Nobody Knows” | 130               | –                 | –                 | –                 | –                 | Born to be XX |
| 2024 | „Midas Touch”  | 31                | 12                | 23                | 18                | 165               | Midas Touch   |
| 2024 | „Sticky”       |                   |                   |                   |                   |                   | Sticky        |

### Inne notowane utwory
| Rok  | Tytuł                    | Najwyższe pozycje | Album        |
| Rok  | Tytuł                    | KOR               | Album        |
| ---- | ------------------------ | ----------------- | ------------ |
| 2023 | „Sugarcoat (Natty Solo)” | 83                | Kiss of Life |

## Filmografia

### Teledyski
| Rok  | Tytuł                           | Reżyseria            | Przypisy              |
| ---- | ------------------------------- | -------------------- | --------------------- |
| 2023 | „Sugarcoat (Natty Solo)”        | Shin Hee-won (ST-WT) | [ 13 ]                |
| 2023 | „Countdown (Belle Solo)”        | Shin Hee-won (ST-WT) | [ 14 ]                |
| 2023 | „Kitty Cat (Julie Solo)”        | Shin Hee-won (ST-WT) | [ 15 ]                |
| 2023 | „Play Love Games (Haneul Solo)” | Shin Hee-won (ST-WT) | [ 16 ]                |
| 2023 | „Bye My Neverland”              | Shin Hee-won (ST-WT) | [ 17 ]                |
| 2023 | „Shhh”                          | Shin Hee-won (ST-WT) | [ potrzebny przypis ] |
| 2023 | „Bad News”                      | Shin Hee-won (ST-WT) | [ 20 ]                |
| 2023 | „Nobody Knows”                  | Shin Hee-won (ST-WT) | [ 20 ]                |
| 2024 | „Midas Touch”                   | Digipedi             | [ potrzebny przypis ] |
| 2024 | „Sticky”                        |                      | [ potrzebny przypis ] |